# Anthaxia conradti
Anthaxia conradti es una especie de escarabajo del género Anthaxia, familia Buprestidae. Fue descrita científicamente por Semenov en 1891.